# مقاطعة ريتشلاند (إلينوي)
مقاطعة ريتشلاند (بالإنجليزية: Richland County)‏ هي إحدى المقاطعات في ولاية إلينوي في الولايات المتحدة الأمريكية.